# 康彦民 (1965年)
康彦民（1965年7月—），男，汉族，河北晋州人，中华人民共和国政治人物。现任河北省政协副主席
2021年7月，出任中共沧州市委书记。2023年1月14日，当选河北省政协副主席。2025年3月不再担任中共沧州市委书记。